# Metacapnodium moniliforme
Metacapnodium moniliforme är en svampart som först beskrevs av L.R. Fraser, och fick sitt nu gällande namn av S. Hughes 1976. Metacapnodium moniliforme ingår i släktet Metacapnodium och familjen Metacapnodiaceae.   Inga underarter finns listade i Catalogue of Life.